# HD190275
HD190275 — хімічно пекулярна зоря спектрального класу A3, що має видиму зоряну величину в смузі V приблизно  6,9.
Вона  розташована на відстані близько 903,5 світлових років від Сонця.